# Magpul FMG-9
A Magpul FMG-9 é um protótipo para uma nova geração de submetralhadoras dobráveis, projetada pela Magpul Industries em 2008. Como outras submetralhadoras dobráveis, ela seria usada para porte velado e poderia ser disfarçada como qualquer coisa, de um pequeno pacote a uma bateria de laptop adicional. É feita de um material de polímero leve e não de metal, tornando-a muito leve e fácil de transportar. Foi desenvolvida para uso potencial por agências de proteção pessoal, como o Serviço Secreto. Desde agosto de 2019, qualquer informação sobre a FMG-9 no site da Magpul está ausente.

## Airsoft
Em 2010, a divisão PTS (Professional Training and Simulation; em português: Treinamento e Simulação Profissional) da Magpul Industries, em cooperação com a KWA Performance Industries, lançou a FPG (Folding Pocket Gun; em português: Arma de Bolso Dobrável). A FPG é quase idêntica ao protótipo FMG-9, mas contém o mecanismo de disparo de uma réplica de airsoft KWA G18C. A FPG dispara BBs de 6 mm com capacidade de carregador de 49 BBs.